# Aeolosaurini
Aeolosaurini (лат.) — клада растительноядных динозавров-завропод из клады Lithostrotia, живших во время позднемеловой эпохи (86,3—66,0 млн лет назад).

## Таксономия
Определена в 2004 году Франко-Росас и коллегами как клада, включающая Aeolosaurus negrinus и Gondwanatitan faustoi и другие виды, более родственные Aeolosaurus и Gondwanatitan, чем Saltasaurus loricatus или Opisthocoelicaudia skarzynskii. При определении помещена в подсемейство Saltasaurinae в качестве трибы. В 2005 году Пол Серено высказал мнение, что эта концепция сомнительна, поскольку голотипы Aelosaurus и Gondwanatitan представляют собой скудный материал для анализа, поэтому взаимоотношения между всеми этими видами необходимо уточнить.
С момента определения Aeolosaurini несколько раз переносилась в разные таксоны титанозавров: в 2007 — в Eutitanosauria или в Titanosauria, в 2009 — в Titanosauridae, пока в 2014 году González Riga и Ortiz David не остановились на кладе Lithostrotia.

## Классификация
Согласно данным сайта Paleobiology Database, на сентябрь 2021 года в кладу включают 9 вымерших родов:
- Aeolosaurus Powell, 1987 (2 вида)
- Arrudatitan Silva et al., 2021 (1 вид)
- Bravasaurus Hechenleitner et al., 2020 (1 вид)
- Gondwanatitan Kellner & Azevedo, 1999 (1 вид)
- Maxakalisaurus Kellner et al., 2006 (1 вид)
- Overosaurus Coria et al., 2013 (1 вид)
- Panamericansaurus Calvo & Porfiri, 2010 (1 вид)
- Punatitan Hechenleitner et al., 2020 (1 вид)
- Uberabatitan Salgado & Carvalho, 2008 (1 вид)